# Алмондвейл
«Алмондвейл» (англ. Almondvale) — также известен по своему спонсорскому названию «Тони Макарони Арена» (англ. Tony Macaroni Arena), стадион в Ливингстоне, домашняя арена клуба «Ливингстон», вместимость стадиона — 10 000 человек. Среди болельщиков получил прозвище «Спагеттихад» из-за своего нынешнего спонсорского названия. Ранее использовался как домашний стадион женской команды «Хиберниана» и база женской сборной Шотландии по футболу.

## История
Стадион был построен в 1995 году в рамках переезда в Ливингстон эдинбургской футбольной команды «Медоубанк Тисл», которая так же была переименована в честь города. Изначально стадионом владели клуб и «Ливингстон Девелопмент Корпорейшн», но после расформирования последних он перешёл под управление Совета Западного Лотиана и с тех пор каждый год арендуется «Ливингстоном».
В 2001 году «Ливингстон» впервые вышел в высший дивизион чемпионата Шотландии и тогда же был установлен рекорд посещаемости стадиона — 10 112 болельщиков были на матче против «Рейнджерс». В том же году стадион стал базой женской сборной Шотландии по футболу. На нём проводили свои матчи различные сборные, была открыта женская футбольная академия и сыгран финал Кубка Шотландии среди женщин.
В сезоне 2012/13 ходили были планы о продаже стадиона под постройку супермаркета и переезд «Ливингстона» на новый стадион, но они не были реализованы.
Своё нынешнее название «Алмондвейл» получил в 2015 году после продажи прав сети итальянских ресторанов «Тони Макарони». Это вызвало неоднозначную реакцию среди болельщиков и стало объектом шуток фанатов других команд. Ранее стадион носил название «Энерджи Ассест Арена» и «Стадион Брейворд Мотор Компани». Тем не менее сами болельщики по прежнему предпочитают называть стадион «Алмондвейл».
В разные годы на стадионе так же разово играли «Гретна» и «Альбион Роверс», когда не могли проводить игры на своих домашних стадионах. В 2012 и 2013 годах «Алмондвейл» принимал финалы шотландского Кубка Вызова. В сезоне 2021/22 на нём свои матчи проводила женская команда «Хиберниана».

## Дизайн стадиона
Будучи относительно новым стадионом «Алмондвейл» выглядит довольно современно и отличается от традиционных британских арен. За счёт заполнения углового пространства между трибунами он скорее напоминает стадионы континентальной Европы. Единственный открытый угол стадиона занят бизнес центром и офисным блоком. Все трибун стадиона примерно одинаковой высоты, одноярустные, крытые и полностью сидячие.

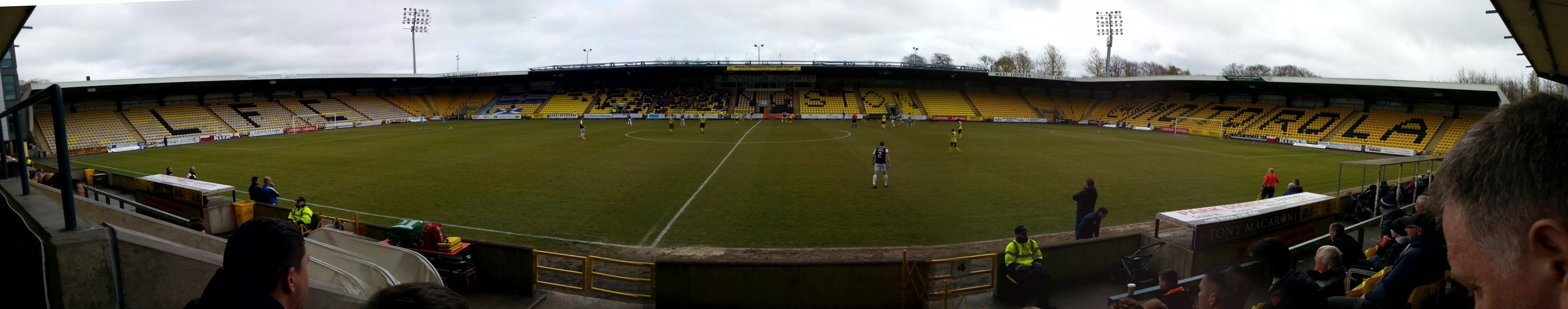
Панорама стадиона